# Marey (España)
Marey (llamada oficialmente Santa María de Marei) es una parroquia y una aldea española del municipio de Corgo, en la provincia de Lugo, Galicia.

## Organización territorial
La parroquia está formada por once entidades de población:
- Barreiros
- Coedo
- Lence
- Loureiro (O Loureiro)
- Marei
- Mariño
- Outeiro (O Outeiro)
- Samprizón
- San Simón
- Souto (O Souto)
- Vilanova

## Demografía

### Parroquia
| Gráfica de evolución demográfica de Marey (parroquia) entre 2000 y 2019 |
|                                                                         |
| Datos según el nomenclátor publicado por el INE.                        |

### Aldea
| Gráfica de evolución demográfica de Marei (aldea) entre 2000 y 2019 |
|                                                                     |
| Datos según el nomenclátor publicado por el INE.                    |